# Romania ai Giochi della XXXIII Olimpiade
La Romania ha partecipato ai Giochi della XXXIII Olimpiade, svoltisi a Parigi, Francia, dal 26 luglio all'11 agosto 2024, con 107 atleti in 17 discipline, 51 uomini e 56 donne.
I portabandiera alla cerimonia di apertura sono stati Ionela Cozmiuc e Marius Cozmiuc.

## Delegazione
| Sport             | Uomini | Donne | Totale |
| ----------------- | ------ | ----- | ------ |
| Atletica leggera  | 3      | 10    | 13     |
| Canoa/Kayak       | 3      | 0     | 3      |
| Canottaggio       | 22     | 23    | 45     |
| Ciclismo          | 1      | 0     | 1      |
| Ginnastica        | 1      | 6     | 7      |
| Judo              | 1      | 0     | 1      |
| Lotta             | 2      | 3     | 5      |
| Nuoto             | 2      | 1     | 3      |
| Pallanuoto        | 13     | 0     | 13     |
| Pugilato          | 0      | 1     | 1      |
| Scherma           | 0      | 1     | 1      |
| Sollevamento pesi | 0      | 2     | 2      |
| Tennis            | 0      | 4     | 4      |
| Tennistavolo      | 2      | 3     | 5      |
| Tiro con l'arco   | 0      | 1     | 1      |
| Triathlon         | 1      | 0     | 1      |
| Vela              | 0      | 1     | 1      |
| Totale            | 51     | 56    | 107    |

## Risultati

### Atletica leggera
Uomini
Eventi su campo
| Atleta          | Evento                 | Qualificazione | Qualificazione | Finale    | Finale    |
| Atleta          | Evento                 | Risultato      | Posizione      | Risultato | Posizione |
| --------------- | ---------------------- | -------------- | -------------- | --------- | --------- |
| Alin Firfirică  | Getto del peso         |                |                |           |           |
| Andrei Toader   | Lancio del disco       |                |                |           |           |
| Alexandru Novac | Lancio del giavellotto |                |                |           |           |

Donne
Eventi su pista e strada
| Atleta                 | Evento       | Batteria  | Batteria  | Semifinale | Semifinale | Finale    | Finale    |
| Atleta                 | Evento       | Risultato | Posizione | Risultato  | Posizione  | Risultato | Posizione |
| ---------------------- | ------------ | --------- | --------- | ---------- | ---------- | --------- | --------- |
| Andrea Miklós          | 400 m piani  |           |           |            |            |           |           |
| Stella Rutto           | 3000 m siepi |           |           |            |            |           |           |
| Delvine Relin Meringor | Maratona     |           |           |            |            |           |           |
| Joan Chelimo Melly     | Maratona     |           |           |            |            |           |           |

Eventi su campo
| Atleta                | Evento              | Qualificazione | Qualificazione | Finale    | Finale    |
| Atleta                | Evento              | Risultato      | Posizione      | Risultato | Posizione |
| --------------------- | ------------------- | -------------- | -------------- | --------- | --------- |
| Bianca Ghelber        | Lancio del martello |                |                |           |           |
| Daniela Stanciu       | Salto in alto       |                |                |           |           |
| Alina Rotaru-Kottmann | Salto in lungo      |                |                |           |           |
| Florentina Iușco      | Salto in lungo      |                |                |           |           |
| Salto triplo          |                     |                |                |           |           |
| Diana Ana Maria Ion   |                     |                |                |           |           |
| Elena Taloş           |                     |                |                |           |           |

### Tiro con l'arco
Femminile
| Atleta               | Evento                | Round di qualificazione | Round di qualificazione | 32-esimi                  | 16-esimi                  | Ottavi                    | Quarti                    | Semifinali                | Finale                    | Pos. |
| Atleta               | Evento                | Punteggio               | Seed                    | Avversario Seed Punteggio | Avversario Seed Punteggio | Avversario Seed Punteggio | Avversario Seed Punteggio | Avversario Seed Punteggio | Avversario Seed Punteggio | Pos. |
| -------------------- | --------------------- | ----------------------- | ----------------------- | ------------------------- | ------------------------- | ------------------------- | ------------------------- | ------------------------- | ------------------------- | ---- |
| Mădălina Amăistroaie | Individuale femminile |                         |                         |                           |                           |                           |                           |                           |                           |      |